# Andrew James Cochrane-Johnstone
Hon. Andrew James Cochrane-Johnstone, škotski častnik in politik, * 24. maj 1767, Edinburg, † avgust 1833, Pariz, Francija.
Rodil se je Thomasu Cochranu, osmemu Earlu of Dundonald in njegovi ženi Jane Stuart. Poročil se je dvakrat in imel eno hčer.
Bil je član parlamenta za Stirling in za Grampound ter guverner Dominike.